# Гарасимів Левкадія Іллівна
Гарасимів Левкадія Іллівна (30 вересня 1911, Рудники (нині Миколаївського району Львівської області) — 28 серпня 1952, Харськ Молчанівського району Томської області, Росія, тоді РРФСР), також відома як сестра Лаврентія і свята Лаврентія — українська монахиня зі Згромадження Св. Йосифа, блаженна преподобномучениця.

## Метричні дані
У «Метриці народжених села Рудники, 1908–1941 рр.» записано: «Номер запису 56. Число дому 139. 13 серпня — 31 вересня 1911 р. Левкадія. Віросповідання греко-католицького, ложа законного. Батько: Ілля Гарасимів, син Миколи і Параскеви з роду Третяк. Мати: Юліанія, дочка Івана Сподарика і Марії з роду Леськів. Хрестив і миром помазав Стефан Яворський, парох місцевий». Таким чином, Леокадія Гарасимів народилась 13 серпня 1911 р. у звичайній хліборобській сім'ї, а була охрещена 31 вересня 1911 р..

## Вступ до Згромадження Сестер святого Йосифа
У 1931 р. Леокадія вступила до Згромадження Сестер святого Йосифа в селі Цеблів на Сокальщині. У 1933 р. склала свої перші обіти. Потім разом з сестрою Олімпією (Ольга Біда), сестрою Глікерією (Катерина Ходань) проживали у місті Хирові. Сестри займались християнським вихованням молоді, добре зналися на цілющих травах і лікували людей. Під час німецької окупації допомагали бідним продуктами і медикаментами. Під час Великого посту вони організовували молодь, особливо хлопців, до почесної варти біля Божого гробу. Крім цього вишили багато прикрас для церкви і робили штучні квіти. Сестри жили дуже скромно.
Марії Гамак з Хирова сестра Лаврентія запам'яталась тим, що була дуже гарною, і всі дивувалися, що така вродлива дівчина стала монахинею. Вона була енергійною, рішучою і гарно співала в церкві. На жаль, сестра Лаврентія часто хворіла на легені.

## Арешт
1950 р. сестра Лаврентія, відчуваючи наближення арешту, приїхала попрощатись із братом Герасимом та братовою Анною. У кінці квітня 1950 р. на монастир сестер Йосифіток у Хирові напали енкаведисти. Сестра Лаврентія забігла у комірчину і вистрибнула у сад через вікно. Надворі була ніч і падав дощ. Енкаведисти багнетами проколювали кожний кущ, шукаючи монахиню. Кілька разів багнет був перед її очима. Після того сестра Лаврентія тяжко захворіла.
На початку травня 1950 р. до будинку, в якому проживали монахині, приїхали енкаведисти, зробили детальний обшук, а потім посадили сестер у машину і повезли в пересильний табір у Бориславі. Там сестри пробули більше місяця. Спочатку їх навіть не годували, а через кілька днів почали давати кип'ячену воду і 300 грамів хліба.

## Вивіз у Сибір
У червні 1950 розпочався вивіз у Сибір. Сотні людей посадили у товарні вагони. Під час зупинок, які були дуже рідко, дозволялося набирати лише воду. Дорога тривала два тижні. У Томську частину переселенців, у тому числі і хвору Лаврентію, посадили на пароплав. Вона разом з сестрами Олімпією і Глікерою прибули у село Харськ Молочановського району Томської області. Сестра Лаврентія терпеливо зносила свою хворобу. Відчуваючи наближення смерті, вона просила білого хліба, тобто хотіла прийняти святе Причастя, часто говорила: «Ісусе, я не хочу помирати без тебе». Померла Лаврентія 28 серпня 1952 р. у селі Харську і була похована на цвинтарі поруч з сестрою Олімпією, яка померла у січні 1952 р.

## Беатифікація
27 червня 2001 р., папа римський Іван Павло ІІ під час свого візиту в Україну на Божественній Літургії у візантійському обряді у Львові благословив зачислення 28 священномучеників Христової Церкви до лику блаженних Всечесних Слуг Божих, серед яких була і Лаврентія.